# Victoria Kalima
Victoria Kalima (* 4. Oktober 1972; † 11. Juni 2018 in Lusaka) war eine sambische Politikerin der Movement for Multi-Party Democracy (MMD) sowie der Patriotic Front (PF).

## Leben
Victoria Kalima, die ein Studium im Fach Management mit einem Master of Business Administration (M.B.A.) abschloss, war als Managerin beim Unternehmen Plan Agri-chem Services in Lusaka tätig. 2014 wurde sie bei einer Nachwahl im Wahlkreis Kasenengwa für die Movement for Multi-Party Democracy (MMD) erstmals zum Mitglied der Nationalversammlung Sambias gewählt. Zunächst war sie Hinterbänklerin und war danach zwischen Januar 2015 und Mai 2016 sowohl Mitglied des Ausschusses für Rechts- und Regierungsangelegenheiten, Menschenrechte, Gleichberechtigung und Kinderangelegenheiten als auch des Ausschusses für Regierungsversicherungen. Nachdem sie zwischenzeitlich zur Patriotic Front (PF) gewechselt war, wurde sie für diese bei den Wahlen vom 11. August 2016 in ihrem Wahlkreis Kasenengwa wieder zum Mitglied der Nationalversammlung gewählt.
Bereits kurz nach ihrer Wahl wurde Victoria Kalima im September 2016 von Präsident Edgar Lungu zur Ministerin für Gleichberechtigung in dessen Kabinett berufen.